# 埃格沃讷河
埃格沃讷河（法語：Egvonne，法語發音：[ɛɡvɔn]）是法国卢瓦-谢尔省与厄尔-卢瓦省的河流，是卢瓦尔河的支流，长24.2千米。